# Stanisław Gogoliński
Stanisław Gogoliński (ur. 1 maja 1888 w majątku Tomaszów Dwór na Wileńszczyźnie, zginął 24 czerwca 1920 w Duniłowiczach) – porucznik pilot i obserwator Wojska Polskiego.

## Życiorys
Był synem Michała i Pauliny z domu Ostańcewicz. Ukończył gimnazjum w Witebsku, potem szkołę wojskową w Irkucku. We wrześniu 1907 wstąpił do armii Imperium Rosyjskiego, a trzy lata później (6 sierpnia 1910) został przydzielony w stopniu podporucznika do kompanii karabinów maszynowych 141 Pułku Piechoty. W 1913 został mianowany porucznikiem i skierowany na oficerski kurs w charakterze instruktora karabinów maszynowych. Był inicjatorem i wykonawcą pierwszego w Rosji strzelania z karabinów maszynowych, z samolotu. Po wybuchu I wojny światowej wziął udział w walkach nad jeziorami mazurskimi. Tam też został wzięty do niewoli niemieckiej i przebywał w niej do rewolucji listopadowej 1918 w Niemczech. Po zwolnieniu z niewoli powrócił do Polski i zgłosił się do Wojska Polskiego.
18 marca 1919, po ukończeniu specjalnego kursu oficerskiego w Warszawie i Oficerskiej Szkoły Obserwatorów Lotniczych, przydzielony został do 1 eskadry wywiadowczej na froncie bolszewickim. Wziął udział w wielu lotach bojowych. W czasie jednego z nich został zestrzelony i doznał ciężkich obrażeń ciała. Po wyzdrowieniu został skierowany jako instruktor do Oficerskiej Szkoły Obserwatorów Lotniczych. Tam szkolił nowych obserwatorów, a jednocześnie uzyskał dyplom pilota. Przez krótki okres był dowódcą polskiej obsady Francuskiej Szkoły Pilotów. W 1920 został ponownie oddelegowany na front bolszewicki jako dowódca 18 eskadry wywiadowczej. Zginął śmiercią lotnika 24 czerwca w Duniłowiczach. W 1928 „za loty bojowe nad nieprzyjacielem w czasie wojny 1918–1920”, pośmiertnie, odznaczony został Polową Odznaką Pilota i Polową Odznaką Obserwatora.